# John Dunsworth
Pour les articles homonymes, voir Dunsworth.
John Francis Dunsworth est un acteur canadien né le 12 avril 1946 à Bridgewater (Nouvelle-Écosse) et mort le 16 octobre 2017 à Halifax (Nouvelle-Écosse).

## Biographie
John Dunsworth a joué dans la série télévisée humoristique Trailer Park Boy. Celle-ci relate la vie quotidienne d'un parc de mobilhomes au Canada, avec des personnages plus excentriques les uns que les autres. John Dunsworth y incarne Jim Lahey, le gérant du parc.
L'acteur est mort le 17 octobre 2017 à l'âge de 71 ans, d'une maladie "brève et inattendue".

### Famille
John Dunsworth est le père de Molly Dunsworth et Sarah E. Dunsworth (en), également actrices.

## Filmographie

### Cinéma
- 1987 : Deep Sea Conspiracy : Mark
- 1992 : Buried on Sunday : Reporter 2
- 1996 : Sweet Angel Mine : Billy Lee
- 1998 : One Last Shot : Jim Lahey
- 1998 : The Real Howard Spitz : Clown
- 1999 : New Waterford Girl : Roddy
- 2000 : Deeply : Voice of Urban (voix)
- 2001 : Terre neuve (The Shipping News) : Guy Quoyle
- 2002 : La Chevauchée de Virginia (Virginia's Run) : Cop
- 2002 : Lift-Off
- 2005 : Serious Miracles : Mr. Garrety
- 2006 : A Bug and a Bag of Weed : Geoff
- 2006 : Trailer Park Boys: The Big Dirty : Jim Lahey
- 2009 : Trailer Park Boys: Countdown to Liquor Day (en) : Jim Lahey

### Télévision
- 1990 : Le Secret des deux orphelins (The Little Kidnappers) (TV) : Fr. Fraser
- 1994 : Mary Silliman's War (TV) : Rapist
- 1994 : Life with Billy (TV) : Ray Fiske
- 1997 : Lexx ("Lexx: The Dark Zone") (feuilleton TV) : Divine Predecessor (s) (voix)
- 1997 : Pit Pony (TV) : MacIsaac Smith
- 2001 : A Glimpse of Hell (TV) : Earl Hartwig
- 2001 : Trois jours pour aimer (Three Days) (TV) : Mayor
- 2002 : Trudeau (en) (feuilleton TV) : Delegate
- 2002 : Trop jeune pour être père (Too Young to Be a Dad) (TV) : Manager
- 2002 : Les Souliers de Noël (The Christmas Shoes) (TV) : Dr Julian
- 2003 : Un bébé tombé du ciel (Blessings) (TV) : Deputy
- 2003 : Shattered City: The Halifax Explosion (TV) : Naval Officer McNabb
- 2004 : Preuves d'innocence (Reversible Errors) (TV) : Ike
- 2004 : Sleep Murder (TV) : Lance
- 2004 : The Riverman (TV) : Haney
- 2004 : The Trailer Park Boys Christmas Special (TV) : Jim Lahey
- 2005 : Funpak (série télévisée) : Nero (voix)
- 2005 : Stone Cold (TV) : Jim Burns
- 2005 : Le Journal de Suzanne (Suzanne's Diary for Nicholas) (TV) : Samuels
- 2005 : Ambulance Girl (TV)
- 2005 : Trudeau II: Maverick in the Making (feuilleton TV) : Émery Beaulieu
- 2010 : Les Mystères de Haven (série télévisée) : Dave Teagues
- 2014 : Lizzie Borden a-t-elle tué ses parents ? (Lizzie Borden Took an Ax) (TV) : Dr Bowen